# Wahlliste
Eine Wahlliste (auch Parteiliste) enthält in Deutschland oder in der Schweiz die Kandidaten eines gemeinsamen Wahlvorschlags in einer bestimmten Reihenfolge. Unter einer Listenwahl versteht man ein Wahlverfahren, bei dem die Kandidaten auf der gemeinsamen Liste einer Partei zur Wahl antreten und entweder von den Wahlberechtigten entsprechend der festgelegten Reihenfolge gewählt werden können („starre Liste“) oder innerhalb der Liste von den Wahlberechtigten frei gewählt werden können („freie Liste“).
Der erstgenannte Kandidat einer Wahlliste wird auch als Listenführer oder Spitzenkandidat bezeichnet, während diejenigen Mandate der Kandidaten, die nur bei einem für die Partei günstigen Wahlausgang zum Zuge kommen, in Österreich auch Kampfmandate genannt werden.

## Offene Liste
In der Regel werden bei Wahlen die Wahllisten durch Parteien oder Parteienbündnisse aufgestellt. Da die Parteien nicht gezwungen sind, für eine Wahl nur Parteimitglieder zu nominieren, können in offene Listen auch Parteilose und Mitglieder anderer Parteien oder Wählervereinigungen nominiert werden. Ein Beispiel für offene Listen waren die Listen der PDS bei der Bundestagswahl 2005, da sich auf diesen Listen auch Kandidaten der WASG befanden. Auch sind die bei vielen Kommunalwahlen antretenden Freien Wähler nur in Ausnahmefällen als Partei eingetragen, sondern meist lose Wählervereinigungen. Ähnliches gilt für viele Grün-Alternative Listen und vergleichbare Wahllisten.
Häufig wird der Begriff der offenen Listen auch für freie Listen verwendet.

## Wahllisten nach Wahlmodus
Je nach dem Wahlmodus hat der Wähler verschiedene Möglichkeiten, auf die Wahllisten Einfluss zu nehmen.
- Bei der freien Liste (oftmals auch offene Listen genannt) verfügt der Wähler über eine begrenzte Anzahl an Stimmen, die er nach Belieben auf die Kandidaten verschiedener Listen verteilen (Panaschieren) oder sogar neue Kandidaten einfügen und vorhandene streichen kann. In der Schweiz werden Parlamentsmandate und teilweise auch Regierungsmandate in Wahlkreisen vergeben, die groß genug sind, dass mehrere Sitze besetzt werden. Der Wähler erhält hierfür (neben den Wahlzetteln der einzelnen Parteien) einen leeren Wahlzettel und kann sich selbst eine Wahlliste zusammenstellen. Der Wähler kann in der Schweiz eine Liste auswählen und auf dieser Liste jeden Namen nach Belieben streichen und/oder einen Namen doppelt aufschreiben und Namen von anderen Listen einsetzen. Das Total darf einfach nie mehr als Plätze auf der Liste ergeben. Die Sitze werden zuerst nach den Parteistimmen im Proporz und danach gemäß den erreichten Stimmen der einzelnen Kandidaten vergeben.
- Die lose gebundene Liste stellt eine Form der Wahlbewerbung bei Listenwahl dar, bei der sich der Wähler zwar für eine Liste entscheiden muss. Innerhalb der gewählten Liste kann der Wähler aber Einfluss nehmen, z. B. durch Vorzugsstimmen für einen oder mehrere Bewerber, wobei die Möglichkeiten der Wähler je nach Wahlrecht unterschiedlich sind. Die Auswirkungen sind ebenfalls verschieden. Mal entscheiden ausschließlich die Stimmenzahlen der einzelnen Bewerber über die Sitzzuteilung innerhalb der Liste (z. B. in Luxemburg und der Schweiz), mal wird die von der Partei festgelegte Reihenfolge nur in bestimmten Fällen durchbrochen, z. B. in Österreich oder den Niederlanden.
- Bei der starren Liste (auch geschlossene Liste oder streng gebundene Liste) wird die Reihenfolge der Kandidaten von der Partei festgelegt. Der Wähler verfügt über eine Listenstimme, mit der er für die Liste als Ganzes stimmt.

Freie Listen in der einen oder anderen Form finden zum Beispiel in Irland (Single Transferable Vote), Luxemburg und der Schweiz Anwendung. Ferner sind sie im Kommunalwahlrecht der meisten deutschen Bundesländer verankert. Die Listen für die Bundestagswahl und die meisten Landtagswahlen sind hingegen starr. In osteuropäischen EU-Mitgliedstaaten überwiegen offene Listen. So haben sich zum Beispiel die Slowakei, Polen und Tschechien für die lose gebundene Liste entschieden. Ungarn hingegen verwendet die starre Liste.

## Österreich
In Österreich wollten vor den Nationalratswahlen 2017 sechs der zehn Parteien, die bundesweit zur Wahl antraten, keine Partei sein. Peter Filzmaier konstatierte „ein österreichisches Paradoxon, dass scheinbar neue Parteilisten antreten, die aber natürlich einen Know-how-Vorsprung haben“.
Für die Erstellung der Wahlvorschläge selbst gibt es kaum rechtliche Vorgaben. Zumindest einen Landeswahlvorschlag (der mindestens eine Regionalparteiliste enthalten muss) haben wahlwerbenden Parteien jedoch einzubringen, um kandidieren zu können, wozu Unterstützungserklärungen seitens der Wahlberechtigten bzw. von Nationalratsabgeordneten nötig sind.